# La ciudad de la sombra dorada
La ciudad de la sombra dorada es el primer libro de la saga Otherland escrita por Tad Williams con una amplitud aproximada de 770 páginas (823 en otras ediciones). 

## Introducción del argumento
Esta novela de ciencia ficción cuenta la historia de una asombrosa red virtual creada por un grupo de magnates millonarios que se conocen como La Hermandad del Grial. Entre estas personas se encuentran Felix Malabar, quién tenía muy pocos años la Primera Guerra Mundial y es actualmente el hombre más anciano del mundo; Jiun Bao, un economista chino, apodado "el terror de Asia"; y Robert Wells, el propietario de Telemorphix, la mayor compañía mundial de telecomunicaciones. El libro, y el resto de la saga, cuentan la historia de un grupo de personas normales que se adentran en la red de La Hermandad del Grial para detenerlos.

### Explicación del título de la novela
El "Otherland" del título de la saga hace referencia a un mundo virtual controlado por la Hermandad del Santo Grial. Está apartado de la Red (un entorno de realidad virtual en el que se ha convertido internet). El título de este libro hace referencia a una ciudad en la red de Otherland a la que son convocados los protagonistas.

## Resumen
El prólogo nos muestra un hombre llamado Paul Jonas, un soldado del frente oeste de la Primera Guerra Mundial. Conoce a una mujer alada que le regala una pluma. Sus amigos, Fich y Mullet, se preocupan pensado que se está volviendo loco. Se la encuentra, pero Finch y salmonete aparecer. Sin embargo, algo extraño ha sucedido a ellos: salmonete es extremadamente grasa y Finch no tiene ojos. Aterrorizado, Jonas se escapa, y cae por un agujero en el espacio.

## Personajes en "La Ciudad de la Sombra Dorada"
- Paul Jonas - a person trapped within the Otherland network. When first introduced, Paul believes himself to be a soldier condemned to the trenches of the First World War.
- Irene Sulaweyo - Nicknamed Renie, a South African computer teacher, whose younger brother Stephen falls into a coma, prompting the research that leads to her discovery of the Otherland network.
- !Xabbu - Un bosquimano del desierto del Kalahari, and a student of Renie. He helps her research the cause of her brother's coma, and enters the Otherland network with her.
- Orlando Gardiner - Un adolescente enfermo terminal que, along with his friend Frederics, enters the Otherland system.
- Salome Fredericks - simply called Frederics, this is a friend of Orlando's, who wears the sim of a man, but is actually a teenage girl (Orlando, her best friend, is unaware of her true gender)
- Mullet - supposedly a companion of Paul Jonas in the trenches. When Paul escapes the World War I simulation, however, Mullet, in various incarnations, pursues him through the other simulations of the Otherland network. Later revealed to be Mudd, an employee of Felix Malabar.
- Finch - Mudd's companion, who pursues Paul. His real name is Finney.
- Mr. Sellars - an elderly man imprisoned on an army base, who 'recruits' Orlando and the others by leaving clues scattered across the net.
- Felix Malabar - La más vieja (y probablemente la más influyente) persona del mundo. He is the leader of the Grail Brotherhood, and masterminded the creation of the Otherland system.

- Datos: Q444451